# Charles Gildon
Charles Gildon (1665 - † Londres, 1 de enero de 1724) fue un escritor inglés de principios del siglo XVIII, así como traductor, biógrafo, ensayista, dramaturgo, poeta, fabulista y crítico literario.
A él se deben numerosas informaciones sobre la vida de los actores de la Restauración inglesa, aunque parece ser que inventó y propagó numerosos rumores sobre ellos. Este controvertido escritor fue un claro objetivo de Alexander Pope tanto en su obra The Dunciad como en Epistle to Dr. Arbuthnot. Gildon también fue enemigo de Jonathan Swift.
En numerosos casos, las biografías escritas por Gildon son las únicas disponibles. Gracias a la caricatura que de él hizo Pope y por el volumen considerable de sus escritos, Gildon ha pasado a ser el arquetipo del escritor oportunista.